# Schizonycha keniensis
Schizonycha keniensis är en skalbaggsart som beskrevs av Moser 1919. Schizonycha keniensis ingår i släktet Schizonycha och familjen Melolonthidae. Inga underarter finns listade i Catalogue of Life.